# Crotalaria uncinella
Crotalaria uncinella är en ärtväxtart som beskrevs av Jean-Baptiste de Lamarck. Crotalaria uncinella ingår i släktet sunnhampor, och familjen ärtväxter. IUCN kategoriserar arten globalt som livskraftig.

## Underarter
Arten delas in i följande underarter:
- C. u. elliptica
- C. u. uncinella